# Masdevallia gloriae
Masdevallia gloriae là một loài thực vật có hoa trong họ Lan. Loài này được Luer & Maduro mô tả khoa học đầu tiên năm 2003.